# Seminars in Arthritis and Rheumatism
Seminars in Arthritis and Rheumatism, abgekürzt Semin. Arthritis Rheum., ist eine wissenschaftliche Fachzeitschrift, die vom Elsevier-Verlag veröffentlicht wird. Die Zeitschrift erscheint mit sechs Ausgaben im Jahr. Es werden Arbeiten veröffentlicht, die sich mit Arthritis oder Rheuma beschäftigen.
Der Impact Factor des Journals lag im Jahr 2014 bei 3,925. Nach der Statistik des ISI Web of Knowledge wird das Journal mit diesem Impact Factor in der Kategorie Rheumatologie an achter Stelle von 32 Zeitschriften geführt.